# A bosszú jogán
A bosszú jogán (más néven Justice, és korábban címén Hungry Rabbit Jumps) 2011-ben bemutatott amerikai–brit–olasz akció-thriller Roger Donaldson rendezésében. A főbb szerepekben Nicolas Cage, January Jones és Guy Pearce látható. 
A forgatás New Orleansban zajlott.

## Cselekmény
New Orleansban, Will Gerard szegény angoltanár, aki a Rampart középiskolában tanít. Will legjobb barátja, Jimmy szintén az iskolában dolgozik. Will felesége, Laura zenész az egyik helyi zenekarban. 
Egy éjjelen, miután végzett próbáival, Laurát brutálisan megerőszakolja és összeveri egy Hodge nevű idegen. Amikor Will a kórházban várja a híreket felesége állapotáról, egy magát Simonnak nevező idegen megszólítja őt és felajánlja számára az azonnali igazságszolgáltatás lehetőségét. Az elkeseredett Will ezt kénytelen elfogadni, de nem is sejti, hogy ezzel egy földalatti szervezet hálójába került. 
Életveszélyes küzdelem veszi kezdetét, amellyel könnyen önmagát is bajba sodorhatja.

## Szereplők
| Szerep              | Színész            | Magyar hang      |
| ------------------- | ------------------ | ---------------- |
| Will Gerard         | Nicolas Cage       | Józsa Imre       |
| Laura Gerard        | January Jones      |                  |
| Simon / Eugene Cook | Guy Pearce         | Seszták Szabolcs |
| Trudy               | Jennifer Carpenter |                  |
| Jimmy               | Harold Perrineau   |                  |
| Durgan hadnagy      | Xander Berkeley    | Berzsenyi Zoltán |
| Scar                | IronE Singleton    |                  |
| Jones               | Cullen Moss        |                  |
| Green nyomozó       | Marcus Lyle Brown  |                  |